# Самообразование
Самообразова́ние или автодидáктика — образование, при котором знания, умения и навыки приобретаются самостоятельно, без помощи обучающих лиц. Человека, занимающегося самообразованием, называют самоучкой или автодидактом.

## Определение
Согласно Энциклопедическому словарь Брокгауза и Евфрона, самообразование — это образование, которое получается вне какой бы то ни было школы путем самостоятельного изучения отдельных наук и чтения серьезных книг. При этом обучение в школе не исключает необходимости в самообразовании: одна школа не может дать всего, что нужно знать образованному человеку и что такой человек хочет знать.
Согласно Большой советской энциклопедии, самообразование — это самостоятельное образование; приобретение систематических знаний в какой-либо области науки, техники, культуры, политической жизни и т. п., предполагающее непосредственный личный интерес занимающегося в сочетании с самостоятельностью изучения материала; средство самовоспитания; все виды приобретения знаний, связанные с самостоятельной работой занимающегося над изучаемым материалом.
Согласно Большой российской энциклопедии, самообразование — это образование, получаемое самостоятельно, вне стен учебного заведения, без помощи обучающего.

## Формы самообразования
Самообразование предусматривает:
- изучение научной, научно-популярной, учебной, художественной и другой литературы, прессы;
- прослушивание лекций, докладов, концертов, фонозаписей;
- консультации специалистов;
- просмотр спектаклей, кинофильмов, телепередач;
- посещение музеев, выставок, галерей;
- различные виды практической деятельности — опыты, эксперименты, моделирование и т. п.

Самообразование способствует выработке целеустремлённости, настойчивости в достижении цели, внутренней организованности, трудолюбия и других моральных качеств.

## История

### Самообразование в России
В России создавали народные библиотеки, читальни, народные дома, курсы и народные университеты.
В 1863–1866 годах в Санкт-Петербурге издавался учебно-литературный журнал «Самообразование». В 1868—1919 годах в Москве действовала комиссия по организации домашнего чтения при учебном отделе «Общества распространения технических знаний», которая разработала программы по некоторым университетским дисциплинам, издавала «Библиотеку для самообразования», проводила письменные консультации. В 1891—1917 годах Отдел для содействия самообразовании при Педагогическом музее военно-учебных заведений выпускал различные программы для самообразования. В 1892 году была издана «Книга о книгах. Толковый указатель для выбора книг по важнейшим отраслям знаний» под редакцией И. И. Янжула, а также были изданы книги Н.А. Рубакина – «Письма к читателям о самообразовании» (1913), «Практика самообразования» (1914), «Среди книг» (т. 1–3, 1911–1915) и многие другие.
В 1920—1930-х годах в связи с недостатком педагогических кадров были распространены рабфаки и университеты «на дому».